# 미얀마의 민족

미얀마의 인종 지도 (주: 여기서는 인구의 3.5%를 구성하는 야카잉을 포함한 많은 소수 민족이 보여지지 않음)

미얀마(버마라고도 함)는 버마 정부에 의해 공식적으로 인정된 135개의 뚜렷한 민족을 가진 극도로 다양한 민족이다. 버마의 민족 8개의 "주요 민족 민족"으로 분류된다. 언어 민족주의는 다른 민족보다 더 많은 버마족 인구를 만들기 위한 주요 도구 중 하나이다. 버마 정부는 민족 집단을 버마어를 말하는 집단에 두었다. 이것은 바마족 인구가 어떻게 증가했는지를 보여주는 간단한 이유다.
1. 버마
2. 친(Chin people)
3. 까칭(Kachin people)
4. 까잉(Kayin people)
5. 꺼야족(Kayah people)
6. 몬족(Mon people)
7. 야카잉(Rakhine people)
8. 샨족(Shan people)

"주요 민족"은 주로 언어 또는 민족적 소속이 아닌 지역에 따라 분류되는데, 예를 들어 샨 주요 민족은 최소한 4개의 서로 다른 언어 계열을 사용하는 33개의 민족 집단을 포함한다.
인식되지 않은 많은 민족들이 존재하는데, 가장 큰 종족은 버마족 중국인들과 판세이족(인구의 3%를 형성하는 사람들), 버마족 인디언들(인구의 2%를 형성하는 사람들), 앵글로-버마족과 구르카족이다. 비록 비공식적인 추정으로는 버마에서 약 52,000명의 앵글로 버마인, 국외에는 160만 명의 인구가 살고 있지만, 후자 두 그룹의 인구와 관련된 공식적인 통계는 없다.
| \| 미얀마의 민족 (추정치) \| 미얀마의 민족 (추정치) \| 미얀마의 민족 (추정치) \| 미얀마의 민족 (추정치) \| 미얀마의 민족 (추정치) \| \| --------------------------------------------- \| --------------------------------------------- \| ---------------------- \| ---------------------- \| ---------------------- \| \| \| \| \| \| \| \| 버마 \| 버마 \| \| 68.00% \| 68.00% \| \| 샨 \| 샨 \| \| 9.00% \| 9.00% \| \| 까잉 \| 까잉 \| \| 7.00% \| 7.00% \| \| 야카잉 \| 야카잉 \| \| 1.7% \| 1.7% \| \| 중국계 \| 중국계 \| \| 2.50% \| 2.50% \| \| 문 \| 문 \| \| 2.00% \| 2.00% \| \| 까칭 \| 까칭 \| \| 1.50% \| 1.50% \| \| 인도계 \| 인도계 \| \| 1.25% \| 1.25% \| \| 까야 \| 까야 \| \| 1.83% \| 1.83% \| \| 기타 민족 (와족, 나가, 라후, 리수, 팔라웅 등) \| 기타 민족 (와족, 나가, 라후, 리수, 팔라웅 등) \| \| 4.50% \| 4.50% \| |                                               |  |        |        |
| 미얀마의 민족 (추정치) |                                               |  |        |        |
| |                                               |  |        |        |
| 버마 | 버마                                          |  | 68.00% | 68.00% |
| 샨 | 샨                                            |  | 9.00%  | 9.00%  |
| 까잉 | 까잉                                          |  | 7.00%  | 7.00%  |
| 야카잉 | 야카잉                                        |  | 1.7%   | 1.7%   |
| 중국계 | 중국계                                        |  | 2.50%  | 2.50%  |
| 문 | 문                                            |  | 2.00%  | 2.00%  |
| 까칭 | 까칭                                          |  | 1.50%  | 1.50%  |
| 인도계 | 인도계                                        |  | 1.25%  | 1.25%  |
| 까야 | 까야                                          |  | 1.83%  | 1.83%  |
| 기타 민족 (와족, 나가, 라후, 리수, 팔라웅 등) | 기타 민족 (와족, 나가, 라후, 리수, 팔라웅 등) |  | 4.50%  | 4.50%  |